# Lương Thùy Linh
Lương Thùy Linh (sinh ngày 15 tháng 8 năm 2000) là một nữ người mẫu, người dẫn chương trình truyền hình kiêm giảng viên người Việt Nam. Cô bắt đầu được biết đến khi trở thành chủ nhân của danh hiệu Hoa hậu Thế giới Việt Nam 2019, qua đó đại diện cho đất nước tham dự tại cuộc thi Hoa hậu Thế giới 2019.

## Tiểu sử
Lương Thùy Linh sinh ngày 15 tháng 8 năm 2000 tại Thành phố Cao Bằng, tỉnh Cao Bằng. Gia đình cô có bốn thành viên, bố là ông Lương Văn Hoạt, một sĩ quan quân đội đã về hưu, mẹ là bà Nguyễn Thị Hương, giám đốc Kho bạc Nhà nước tỉnh Cao Bằng, cùng người em trai út tên Lương An Phúc.
Cô là cựu học sinh chuyên Toán Trường Trung học phổ thông chuyên Cao Bằng. Cô từng đạt giải Nhất  kỳ thi Khoa học kỹ thuật cấp tỉnh dành cho học sinh trung học năm học 2016–2017 và giành huy chương Đồng Tiếng Anh trại hè Hùng Vương năm 2016 và 2017. Từng được vinh danh là một trong những thí sinh Cao Bằng có số điểm thi cao nhất kì thi Trung học phổ thông quốc gia năm 2018 (tổng điểm 23,75 khối D01 với tổng hai môn Toán và Ngữ văn là 14,55, môn Tiếng Anh đạt 9,2 điểm), Lương Thùy Linh trở thành sinh viên Trường Đại học Ngoại thương chuyên ngành Kinh tế đối ngoại, chương trình Chất lượng cao. Cô cũng từng là thành viên của đội tuyển Học sinh giỏi tiếng Anh của tỉnh dự thi cấp quốc gia và sở hữu chứng chỉ IELTS 7.5.
Lương Thùy Linh chính thức tốt nghiệp đại học với tấm bằng xuất sắc vào tháng 9 năm 2022 (GPA đạt 3.63 trên 4.0). Cô xác nhận trở thành trợ giảng tại Trường Đại học Đại Nam vào tháng 10 năm 2022. Tháng 11 năm 2024, Lương Thùy Linh xác nhận trúng tuyển chương trình tiến sĩ (dành cho cử nhân tốt nghiệp xuất sắc) chuyên ngành Kinh tế quốc tế tại Trường Đại học kinh tế trực thuộc Đại học Quốc gia Hà Nội (Điểm đề cương nghiên cứu đạt 30.00 và tổng điểm đánh giá hồ sơ và đề cương nghiên cứu đạt 78.00).

## Sự nghiệp
Năm 2019, Lương Thùy Linh đăng quang Hoa hậu Thế giới Việt Nam, trở thành đại diện Việt Nam dự thi Hoa hậu Thế giới 2019 và dừng chân ở Top 12 chung cuộc. Trở về sau cuộc thi, cô tập trung nhiều vào việc học tập, bên cạnh đó cũng thường xuyên xuất hiện trên các sàn diễn thời trang và luôn đảm nhận ở các vị trí quan trọng như first face, vedette. Lương Thùy Linh cũng trở thành đại sứ thương hiệu của hàng loạt các nhãn hàng và sự kiện.
Năm 2021, Lương Thùy Linh được công bố là huấn luyện viên chương trình truyền hình thực tế The Next Face Vietnam, đây là lần đầu tiên cô thử sức và đảm nhận vai trò này kể từ khi đăng quang. Bên cạnh đó, cô cũng chuyển hướng sang kinh doanh khi thành lập và trở thành giám đốc thương hiệu thời trang mang tên Saccie.
Năm 2022, Lương Thùy Linh được chọn ngồi ghế ban giám khảo của cuộc thi Hoa hậu Thế giới Việt Nam. Cùng năm, cô cũng chính thức trở thành Đại sứ thương hiệu của Trường Đại học Đại Nam và trợ giảng tại khoa Quản trị kinh doanh – chuyên ngành Kinh doanh Quốc tế.
Năm 2023, Lương Thùy Linh giữ vai trò Phó trưởng Ban giám khảo cuộc thi Hoa hậu Thế giới Việt Nam.

## Các cuộc thi

### Hoa hậu Thế giới Việt Nam 2019
Xuất sắc vượt qua 38 thí sinh trong đêm chung kết, Lương Thùy Linh đã lên ngôi Hoa hậu Thế giới Việt Nam vào ngày 3 tháng 8 năm 2019 được diễn ra tại Cocobay Đà Nẵng. Ngoài danh hiệu Hoa hậu, cô còn đạt các giải thưởng như: Top 3 Người đẹp Thời trang, Top 13 Người đẹp Tài năng, Top 8 Người đẹp Truyền thông và Top 5 Người đẹp Biển. Á hậu 1 thuộc về Nguyễn Hà Kiều Loan và Á hậu 2 là Nguyễn Tường San.

### Hoa hậu Thế giới 2019
Danh hiệu hoa hậu là bước đệm đưa Lương Thùy Linh đến với Hoa hậu Thế giới 2019. Cô chính thức trở thành đại diện Việt Nam tham gia cuộc thi. Trải qua hơn 20 ngày thi đấu tại Luân Đôn, Anh Quốc, Thùy Linh đã xuất sắc đưa Việt Nam vào Top 12 chung cuộc cùng các giải thưởng phụ: Giải nhì phần thi Top Model, Top 10 Hoa hậu Nhân ái.

## Show diễn nổi bật
| Năm  | Vị trí     | Bộ sưu tập                               | Nhà thiết kế      | Ref    |
| ---- | ---------- | ---------------------------------------- | ----------------- | ------ |
| 2019 | First Face | Another Day                              | Lê Thanh Hòa      | [ 12 ] |
| 2019 | Vedette    | Endless Desire                           | Bella Bridal      |        |
| 2019 | Vedette    | Life love love life                      | Ivan Trần         | [ 13 ] |
| 2019 | Vedette    | Come Home                                | Hoàng Hải         | [ 14 ] |
| 2019 | Vedette    | Lụa Hoa                                  | Đinh Văn Thơ      |        |
| 2020 | Vedette    | Cổ tích hiện đại                         | Phương Hồ         | [ 15 ] |
| 2020 | Vedette    | Kiss From The Cloud                      | Phạm Đăng Anh Thư | [ 16 ] |
| 2020 | Vedette    | Hoa hồng đen                             | Hà Linh Thư       | [ 17 ] |
| 2020 | Vedette    | Fall Winter                              | Đinh Thanh Long   | [ 18 ] |
| 2020 | Vedette    | Búp bê Show                              | Phương Hồ         | [ 19 ] |
| 2020 | First Face | SixDo                                    | Đỗ Mạnh Cường     | [ 20 ] |
| 2020 | First Face | Màu của Tôi                              | Nguyễn Công Trí   | [ 21 ] |
| 2020 | First Face | Đào                                      | Adrian Anh Tuấn   | [ 22 ] |
| 2021 | First Face | Like The Sunshine                        | Lê Thanh Hòa      | [ 23 ] |
| 2022 | Vedette    | Bình minh                                | VuNgoc&Son        | [ 24 ] |
| 2022 | Vedette    | I Love You Mama, To The Moon And Back    | Tùng Vũ           | [ 25 ] |
| 2022 | Vedette    | Spring Doll                              | Tạ Linh Nhân      |        |
| 2022 | Vedette    | Gõ cửa 90                                | Đinh Văn Thơ      | [ 26 ] |
| 2022 | Vedette    | Sa Vũ                                    | Lê Thanh Hòa      | [ 27 ] |
| 2022 | Vedette    | Delicate Divine                          | Kiko Nhung Nguyễn | [ 28 ] |
| 2022 | Vedette    | Aqua                                     | Tạ Linh Nhân      | [ 29 ] |
| 2022 | Vedette    | Inside                                   | Nguyễn Minh Tuấn  | [ 30 ] |
| 2022 | Vedette    | Timeless                                 | Ivy Moda          | [ 31 ] |
| 2022 | Vedette    | Hẹn em                                   | Adrian Anh Tuấn   | [ 32 ] |
| 2022 | Vedette    | Hoa cúc và mặt trời Đại Việt             | La Sen Vũ         | [ 33 ] |
| 2022 | Vedette    | Ký ức tuổi thơ – Childhood               | VuNgoc&Son        | [ 34 ] |
| 2022 | Vedette    | First Love                               | Ruby Trần         | [ 35 ] |
| 2022 | Vedette    | Mơ Xuân                                  | La Sen Vũ         |        |
| 2022 | First Face | Inside Out                               | Đỗ Long           | [ 36 ] |
| 2023 | First Face | V.Fascination                            | Lê Thanh Hòa      |        |
| 2023 | Vedette    | Y2K                                      | Tăng Thành Công   |        |
| 2023 | Vedette    | Look at me                               | Lê Thanh Hòa      | [ 37 ] |
| 2023 | Vedette    | Phương đông rực rỡ – COLORS OF THE HEART | VuNgoc&Son        | [ 38 ] |
| 2023 | Vedette    | Rose Thons                               | Ivan Trần         |        |
| 2023 | Vedette    | Kinh Kỳ                                  | Nguyễn Minh Công  | [ 39 ] |
| 2023 | Vedette    | SCULPTURE                                | Phan Đăng Hoàng   | [ 40 ] |
| 2023 | Vedette    | TULIP                                    | Dũng Nguyễn       |        |
| 2024 | First Face | Pre-fall                                 | Lê Thanh Hòa      |        |
| 2024 | First Face | Scarlet Memories                         | Hoàng Minh Hà     |        |